# کلگری
کَلگْری (به انگلیسی: Calgary) بزرگ‌ترین شهر استان آلبرتا در کشور کانادا است که در دشت‌های غربی کانادا، در ۸۰ کیلومتری شرق کوه‌های راکی کانادا جای گرفته‌است. این شهر یکی از مهم‌ترین قطب‌های اقتصادی این کشور به‌شمار می‌آید.
این شهر در جنوب غربی کشور کانادا قرار دارد و مرکز انرژی و فعالیت‌های نفتی در شمال قاره آمریکا محسوب می‌شود. شهر کلگری با جمعیتی بالغ بر ۱ میلیون نفر، یکی از پرجمعیت‌ترین شهرهای کانادا و پرجمعیت‌ترین شهر آلبرتا است. در این شهر زبان انگلیسی زبان روزمره به‌شمار می‌آید ولی کارمندان دولتی موظف به تسلط به زبان فرانسه نیز می‌باشند.
رودخانه بو (به انگلیسی: Bow River) از مرکز شهر کلگری می‌گذرد و به همراه مسیرهای پیاده‌روی و دوچرخه سواری در حاشیه و ساحل رودخانه، از نمادها و جاذبه‌های اصلی گردشگری این شهر محسوب می‌گردد.
مهم‌ترین دانشگاه در شهر کلگری دانشگاه کلگری نام دارد. استفان هارپر نخست‌وزیر پیشین کانادا یکی از فارغ‌التحصیلان این دانشگاه می‌باشد.
همچنین در سال ۱۹۸۸ شهر کلگری به عنوان نخستین شهر کانادا میزبان بازی‌های المپیک زمستانی بود.

## آب و هوا
کلگری دارای آب و هوای سرد و خشک است که در رده‌بندی اقلیم قاره‌ای مرطوب قرار می‌گیرد. بر اساس نتایج آماری هواشناسی کانادا، حداکثر درجه حرارت در تابستان ۲۰ درجه سانتی‌گراد (در اواخر ژوئیه) و در زمستان ۳− درجه سانتی‌گراد (در اواسط ژانویه) است. در طول زمستان اغلب هوا تا ۳۰− درجه سانتی‌گراد سرد می‌شود.
در طول زمستان اغلب بادهایی گرم و خشکی از روی رشته کوه‌های راکی به سمت کلگری می‌وزند که این باد شینوک(باد چینوک) نامیده می‌شود. باد شینوک دمای هوا را در عرض چند ساعت به‌طور متوسط تا ۲۰ درجه سانتی گراد تغییر می‌دهد و هوا از چندین درجه زیر صفر به بالاتر از صفر تغییر می‌کند. این بادها معمولاً تا چند روز ادامه دارند.

## شهرهای خواهرخوانده
- شهر کبک - کبک
- جایپور - راجستان
- داکینگ - هیلونگ‌جیانگ
- ناوکالپان - ایالت مخیکو
- دائجون - دائجون
- فینیکس - آریزونا